# Колібрі-смарагд синьогорлий
Колі́брі-смара́гд синьогорлий (Chlorestes notata) — вид серпокрильцеподібних птахів родини колібрієвих (Trochilidae). Мешкає в Південній Америці.

## Опис

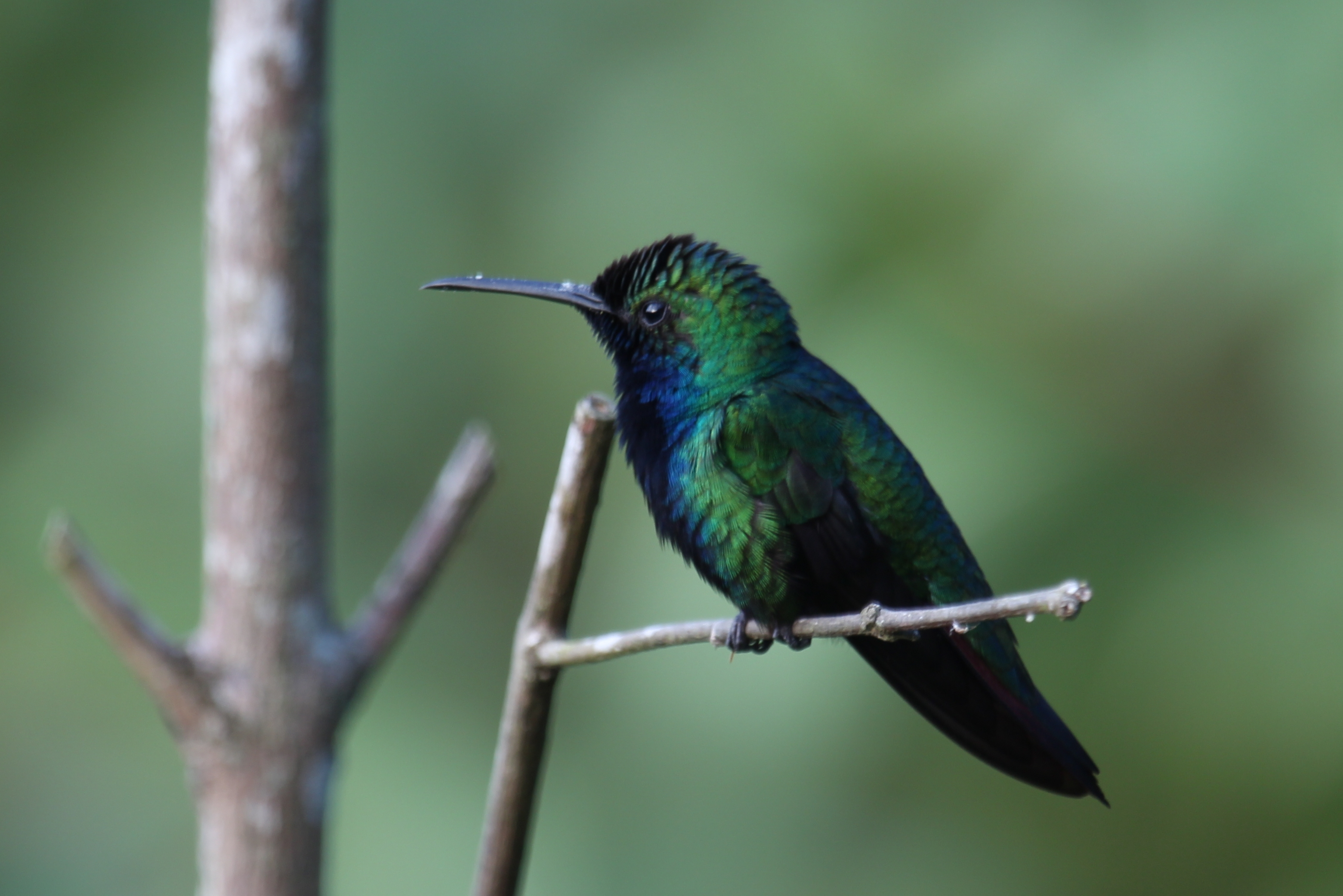
Самець синьогорлого колібрі-смарагда

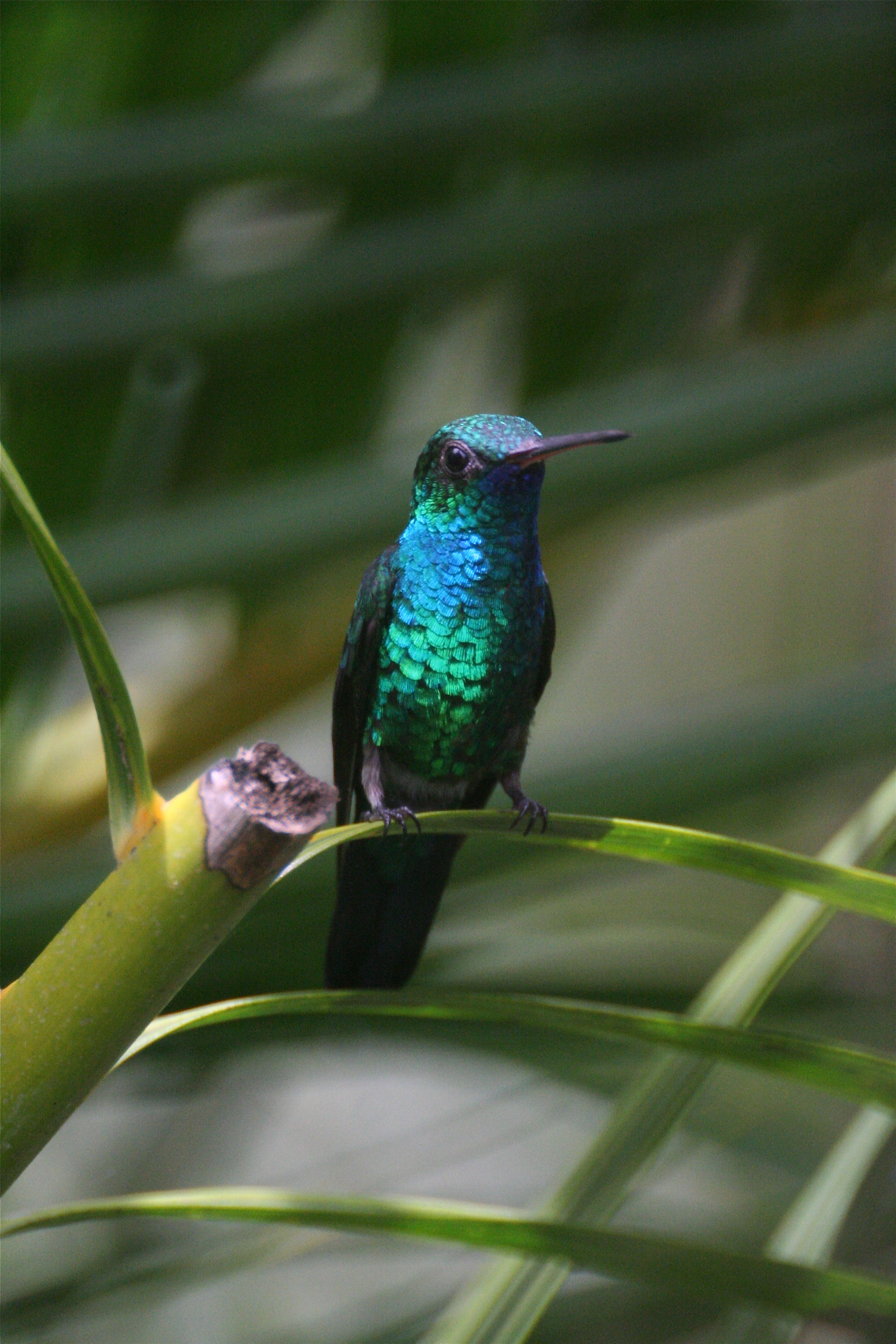
Самець синьогорлого колібрі-смарагда

Довжина птаха становить 8,9 см, вага 3,8 г. У самців верхня частина тіла і надхвістя темно-зелені, верхні покривні пера хвоста синьо-зелені. Підборіддя синє, блискуче, решта нижньої частини тіла зелена, блискуча. Нижні покривні пера хвоста зелені, стегна білі. Крила чорнувато-фіолетові. Хвіст чорнувато-сталево-синій, довжиною 3 см. Дзьоб зверху чорнувато-коричневий, знизу тілесного кольору з темним кінчиком. Лапи чорні.
У самиць синьо-зелений відтінок в оперенні менш виражений і присутній лише на надхвісті. Підборіддя, горло і живіт у них білі, груди поцятковані вузькими зеленими плямками. Дзьоб зверху темно-коричневий, знизу тілесного кольору.

## Підвиди
Виділяють три підвиди:
- C. n. notata (Reich, 1793) — від північного сходу Колумбії і Венесуели через Гвіану до східної Бразилії та Тринідаду і Тобаго;
- C. n. puruensis (Riley, 1913) — північний захід Бразилії, південний схід Колумбії і північний схід Перу;
- C. n. obsoleta Zimmer, JT, 1950 — нижня течія річки Укаялі на північному сході Перу.

## Поширення і екологія
Синьогорлі колібрі-смарагди мешкають в Колумбії, Еквадорі, Перу, Бразилії, Венесуелі, Гаяні, Суринамі, Французькій Гвіані та на Тринідаді і Тобаго. Вони живуть у вологих рівнинних тропічних лісах, на узліссях, в чагарникових заростях, на кавових полантаціях і в садах. Зустрічаються переважно на висоті від 700 до 1000 м над рівнем моря. в Еквадорі спостерігалися на висоті 400 м над рівнем моря. Живляться нектаром різноманітних квітучих рослин, зокрема нектаром квітучих дерев з роду Erythrina, а також дрібними безхребетними. Захищають кормові території. На Тринідаді сезон розмноження у синьогорлих колібрі-смарагадів триває з лютого по червень. Гніздо чашоподібне, робиться з рослинних волокон і лишайників, розміщується на горизонтальній гілці дерева, на висоті від 2 до 5 м над землею.